# Jaime González (Fußballspieler, 1977)
Jaime Camilo González Vidal (* 15. April 1977 in San Antonio) ist ein ehemaliger chilenischer Fußballspieler. Der Stürmer wurde mit dem CD Cobreloa zweimal chilenischer Meister.

## Karriere
Jaime González begann seine Profikarriere 1998 beim CD O’Higgins. 2000 spielte er kurz für den CSD Colo-Colo und nach nur vier Ligaspielen, in denen er drei Treffer für den Klub erzielt hatte, wechselte er nach Italien zum AS Bari. Dort absolvierte er aber kein Ligaspiel, sondern kehrte auf Leihbasis nach Chile zum CD Universidad Católica zurück. 2003 verpflichtete der CD Cobreloa den in San Antonio geborenen Angreifer. Mit dem Klub aus der Atacama-Wüste gewann González die Meistertitel der Apertura 2003 und der Clausura 2003. Anschließend spielte er drei Jahre für Audax Italiano und verbrachte seine beiden letzten Karrierejahre 2007 und 2008 beim CD Huachipato.
Nach seiner aktiven Karriere übernahm González 2011 kurzzeitig das Traineramt von San Antonio Unido in der Tercera A.

## Erfolge
Cobreloa
- Primera División: 2003-A, 2003-C